# 10382 Hadamard
10382 Hadamard este un asteroid din centura principală de asteroizi, denumit după matematicianul francez Jacques Hadamard.

## Descriere
10382 Hadamard este un asteroid din centura principală de asteroizi. A fost descoperit pe 15 septembrie 1996 la Prescott de Paul G. Comba. Asteroidul prezintă o orbită caracterizată de o semiaxă mare de 2,41 ua, o excentricitate de 0,20 și o înclinație de 5,5° în raport cu ecliptica.